# Samsu-Iluna
Samsu-Iluna byl babylonský král z 1. amoritské dynastie. Vládl přibližně v letech 1750–1712 př. n. l. Na trůn nastoupil po svém otci Chammurapim.
Za vlády Samsu-Iluny ztratila babylonská říše mnohá území. Samsu-Iluna nejprve válčil proti Rím-Sinovi II. z Larsy. Nejvíce bitev mezi nimi proběhlo na hranicích mezi Elamem a Sumerem. Tyto boje nakonec skončily Rím-Sinovou porážkou a jeho následnou popravou. Během války byla také z části zničena města Ur a Uruk. Iluma-Ilu, který byl s největší pravděpodobností potomkem Damiqa-Iliuša, posledního krále Isinu, rozpoutal později na území Sumerů vzpouru proti Samsu-Ilunovi. Nakonec získal svobodu Sumerů na jihu v okolí města Nippur. Král Elamu, Kutir-Nachchunte I., taktéž napadl Babylón, Samsu-Ilunu porazil a dosáhl tím nezávislosti Elamu na Babylonu.
Během Samsuovy vlády okolo roku 1741 př. n. l. do babylonské říše poprvé v historii pronikli Kassité.